# واندروپ
واندروپ (به آلمانی: Wanderup) یک شهر در آلمان است که در اشلسویگ-فلنسبورگ واقع شده‌است. واندروپ  ۲٬۲۳۵ نفر جمعیت دارد.